# Eduardo Montealegre
Eduardo Montealegre Rivas (Managua, 9 de mayo de 1955) es un político nicaragüense de tendencia liberal y diputado nacional. Fue candidato a Presidente de Nicaragua en las elecciones nacionales del 5 de noviembre de 2006, por la Alianza Liberal Nicaragüense (ALN) y conforma por disidentes del oficialista Partido Liberal Constitucionalista (PLC). En dichas elecciones quedó en segundo lugar después de Daniel Ortega (candidato del Frente Sandinista de Liberación Nacional) con el 38,3% de los votos. Por su lado paterno es el trastaranieto/chozne  del fundador de la ciudad de Chinandega, Senador y también candidato a la presidencia de Nicaragua Don Mariano Montealegre y Romero (1802-1884)

## Estudios y política
Montealegre estudió economía en la Universidad de Brown (Estados Unidos) en 1976 con especialización en finanzas. Luego obtuvo un título en la Universidad de Harvard en 1980. Fue Secretario de la Presidencia de 1998-1999 y de 1999-2000 Canciller, durante el gobierno de Arnoldo Alemán; posteriormente fue nombrado Ministro de Hacienda y Crédito de 2002-2003 por el presidente Enrique Bolaños Geyer.

## Opositor independiente
Eduardo Montealegre renunció al PLC en protesta por el control tras bastidores del partido por parte del expresidente Alemán, condenado por corrupción. Dirigió el Partido Liberal Independiente (PLI). Criticó duramente a Arnoldo Alemán y Daniel Ortega por corrupción y conspiraciones tras bastidores. Una comisión especial de la Asamblea Nacional acusó a Eduardo Montealegre de fraude como Ministro de Finanzas: emitir bonos gubernamentales por valor de 400 millones de dólares en interés de bancos en quiebra. Sin embargo, no fue posible fundamentar la acusación con pruebas. Montealegre no admitió su responsabilidad y consideró la acusación un intento de represalia política por parte de la “élite liberal y sandinista”.
En 2005, Montealegre encabezó la Alianza Liberal Nicaragüense, un proyecto político de liberales independientes de derecha diseñado para crear una alternativa al FSLN de Ortega y al PCL de Alemán. El 6 de noviembre de 2006, Montealegre participó en las elecciones presidenciales, obtuvo casi el 29% de los votos, pero perdió ante Ortega, que obtuvo el 38%. Montealegre en su programa enfatizó la democratización política, el apoyo al emprendimiento y se pronunció por la participación de Nicaragua en la Zona de Libre Comercio Centroamericana. Ortega, lamentando los “errores del pasado” (el gobierno marxista del FSLN en la década de 1980), enfatizó los valores católicos, abogó por el proteccionismo y la asistencia social a los pobres.
Como candidato en segundo lugar, Eduardo Montealegre recibió un mandato parlamentario en la Asamblea Nacional de Nicaragua. En 2008, Montealegre se postuló para alcalde de Managua, pero perdió ante el candidato del FSLN, famoso boxeador y ex Contra Alexis Argüello. La oposición cuestionó los resultados, considerándolos fraudulentos, pero la protesta no tuvo consecuencias.

## Líder liberal
Al frente del PLI, Eduardo Montealegre fue diputado de la Asamblea Nacional, un candidato potencial para altos cargos gubernamentales. En agosto de 2014, Montealegre, en nombre de los liberales independientes, firmó un acuerdo de cooperación entre partidos con el PLC, creyendo que la oposición conjunta del FSLN en las próximas elecciones de 2016 es más importante que la actitud hacia Arnoldo Alemán. Pidió por la máxima consolidación de las fuerzas liberales de Nicaragua.
En junio de 2015, Montealegre participó en la reunión de liderazgo de la Internacional Liberal en Zurich, Suiza. Al hablar de los problemas de Nicaragua, Montealegre llamó la atención sobre el “desmantelamiento del Estado de derecho” llevado a cabo por el gobierno de Ortega. En particular, condenó el proyecto del canal interoceánico en Nicaragua como económicamente injustificado, ambientalmente peligroso y motivado por las necesidades políticas de un gobierno autoritario. En su discurso, Montealegre criticó duramente la ideología del socialismo del siglo XXI: "la traición de la libertad por la promesa de la igualdad". Hizo hincapié en el compromiso con los principios del liberalismo (propiedad privada, competencia, comercio) como base de la libertad y la prosperidad."

## Eduardo Montealegre y los CENIS
Emitir los Cenis no fue el problema, sino la cura según el Doctor. Eduardo Montiel, consultor financiero internacional.
Evitar un problema mayor al Sistema Financiero Nacional era la lógica del Gobierno durante la crisis bancaria del 2000 y 2001, ya que se trata de medidas estándar que aplican todos los países del mundo cuando hay problemas con los bancos del sistema, De forma que ante una situación como la planteada durante esa crisis, el Gobierno tenía pocas opciones, una de ellas pudo ser no cubrir los depósitos de los ahorrantes. La cual a la larga habría sido más perjudicial.
Sin embargo, el Gobierno decidió hacer una emisión de Certificados Negociables de Inversión (Cenis) para cubrir una brecha de unos 270 millones de dólares. 
Noo hay muchas opciones, cuando existe una quiebra bancaria de esta naturaleza las alternativas a veces son peores, y se ha experimentado de vez en cuando, y es simplemente no cubrir a los depositantes. En los años treinta eso ocurrió, que muchos depositantes perdieron sus ahorros, pero eso socavo la credibilidad del Sistema Financiero, las bases mismas de la estabilidad del país, entonces sí a veces las alternativas son peores. A veces no es posible encontrar la salida óptima, a veces la mejor alternativa o la menos mala entre muchas que son muy dolorosas. Lo mejor que hubiese pasado es que no ocurrieran estas quiebras bancarias. Lo importante no es tanto evitar que esto no suceda sino estar listos a responder que esto no suceda. 
Entonces Emitir los Cenis no fue el problema, sino la cura y solución a este problema.

## Renegociacion de lo CENIS
Esto era absolutamente necesario por lo siguiente: era un problema no sólo de tasa sino de vencimiento, los Cenis que se negociaron en el 2000-2001 se vencían en el 2003-2004, y había un problema de que no se podían pagar sin afectar el Presupuesto de la República. 
Se logró ambas cosas, bajar la tasa y bajar el plazo que fue lo que se logró en el 2003, y actualmente lo que se está logrando es reducir los pagos y el impacto que tiene en el Presupuesto de la República que no da para mucho. El problema de la deuda interna sigue siendo un problema enorme en Nicaragua.

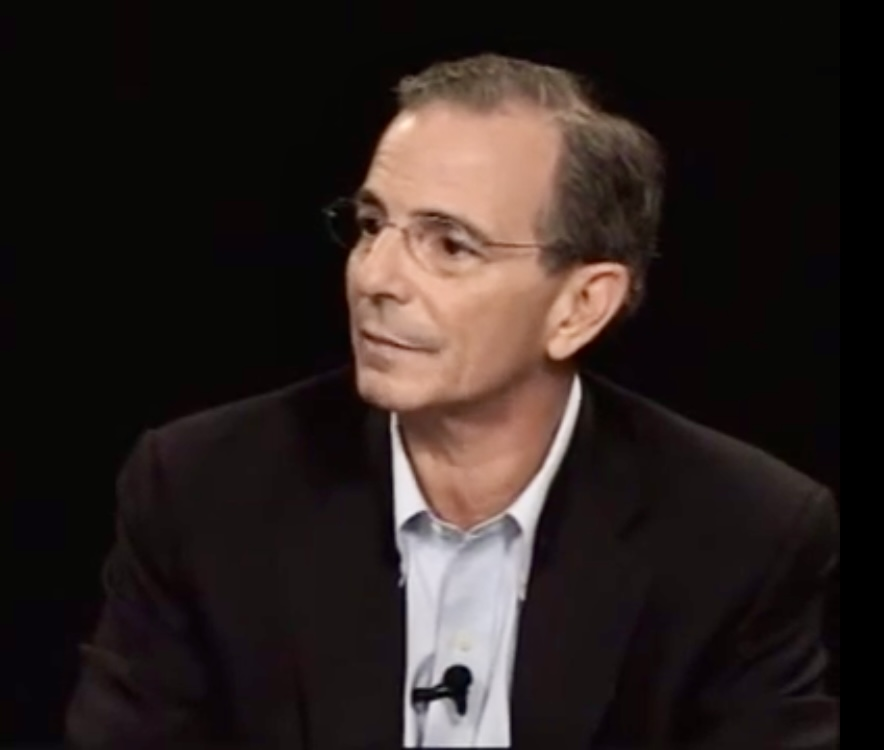
Eduardo Montealegre en una entrevista en abril de 2014

## Visto bueno del FMI
Respuesta que diera el director de Relaciones Externas del Fondo Monetario el 24 de julio de 2008 a una Pregunta de LA PRENSA.
He recibido una pregunta de Nicaragua. La pregunta es sobre los Programas del Fondo en Nicaragua a principios de esta década y, en particular, me preguntan sobre el refinanciamiento de los Cenis en el 2003 y sobre la liquidación de varios bancos intervenidos, que se llevó a cabo en el contexto de Programas apoyados por el Fondo para Nicaragua. Me preguntan si estas operaciones fueron apropiadas y también sobre la relación entre la intervención y la posterior calificación de Nicaragua en la HIPC.
Tengo que retroceder un poco para explicarles el contexto de ese momento. A principios de esta década en Nicaragua ocurrió un deterioro en las condiciones financieras de varios bancos que puso en peligro la estabilidad de todo el sistema financiero nicaragüense y que creó riesgos muy serios para la economía nicaragüense. Enfocarse y solucionar las debilidades bancarias lo más rápido posible dentro de los estándares de las prácticas internacionales era crítico para minimizar los riesgos sistémicos y recuperar la confianza del mercado. Existía un programa del Gobierno con el Fondo en el contexto de programas del FMI entre el 2000 y el 2003. Debo recordarles que los pasos claves de estos programas incluían: asegurarse que los activos deteriorados fueran aprovisionados de acuerdo con las reglas y normas locales; que se recapitalizaran los bancos intervenidos para fortalecer sus balances; subastar los activos y depósitos de los bancos insolventes entre los bancos que estuvieran adecuadamente capitalizados, en caso que los accionistas de los bancos intervenidos no tuvieran la capacidad de recapitalizarlos. Éste es el punto de la pregunta.
En este contexto, bonos públicos fueron emitidos para cubrir las diferencias entre los activos y los pasivos de los bancos que quebraron. En el Programa de Nicaragua con el Fondo se establecía un plan para vender los activos recibidos de los bancos que quebraron. El Programa establecía que esta venta se hiciera mediante la selección abierta de una compañía con experiencia internacional en manejo de este tipo de activos.
Esta estrategia — y esto se enfoca en la segunda parte de la pregunta— le permitió a Nicaragua enfrentar el problema bancario, fortalecer el sistema financiero, mantener la estabilidad macroeconómica y mejorar sus balances y también asegurar financiamiento internacional, incluyendo condonaciones de deuda externa mediante las iniciativas HIPC y MDRI.

## Candidato a Alcalde de Managua en 2008
En el 2008 Eduardo Montealegre fue postulado como candidato a Alcalde por la Alianza PLC, la cual aglutino a una gran parte de ciudadanos, movimientos y partidos políticos a nivel nacional para enfrentar al Frente Sandinista de Liberación Nacional (FSLN) en las urnas electorales. Montealegre resultó perdedor según los datos que brindó el CSE, dándole la victoria a los candidatos del (FSLN), tanto en la capital, como en la mayoría del país.